# Karl Dall

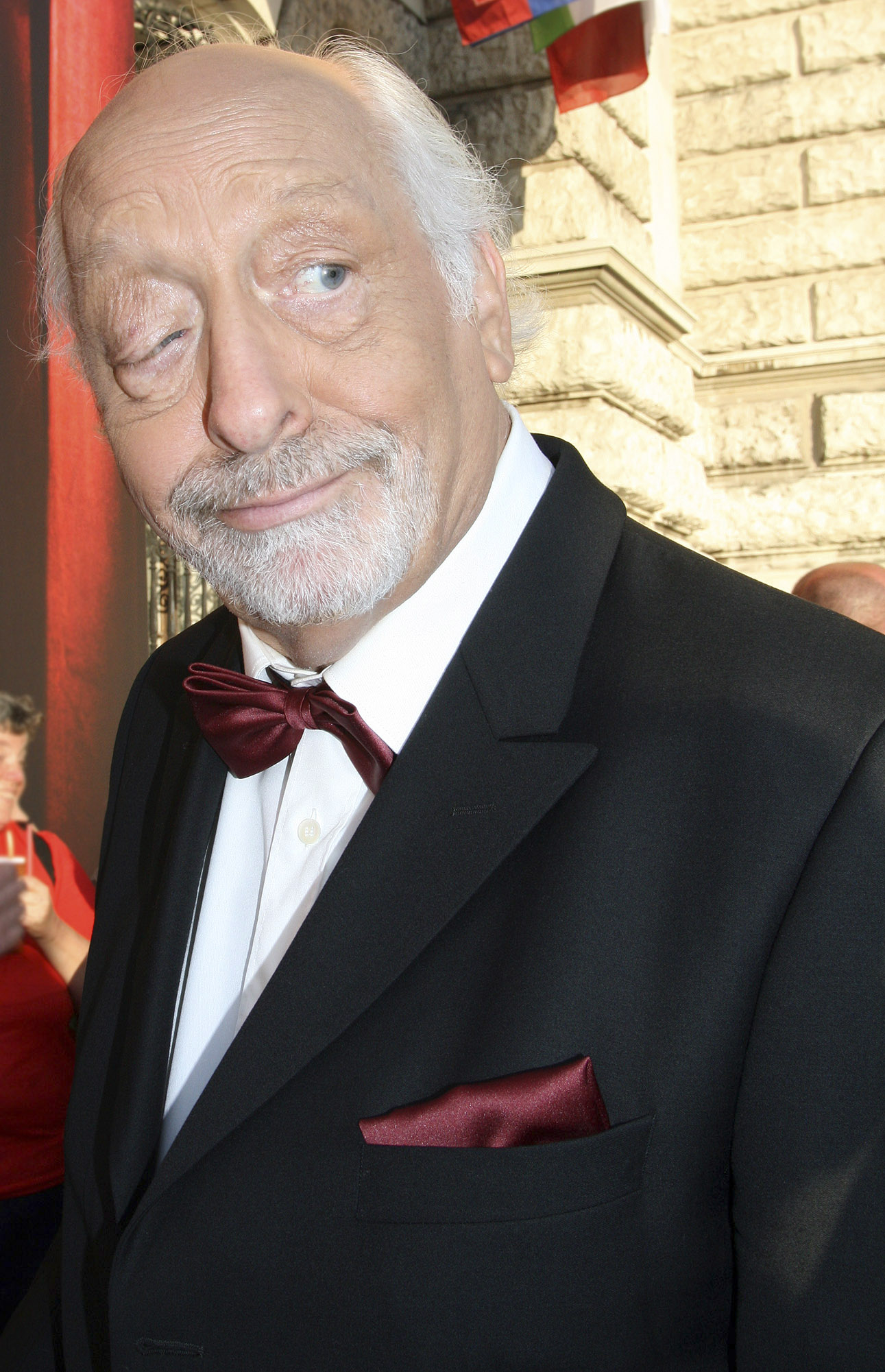
Karl Dall (2009)

Karl Bernhard Dall (* 1. Februar 1941 in Emden; † 23. November 2020 in Hamburg) war ein deutscher Fernsehmoderator, Sänger, Schauspieler und Komiker.

## Leben und Wirken

### Herkunft

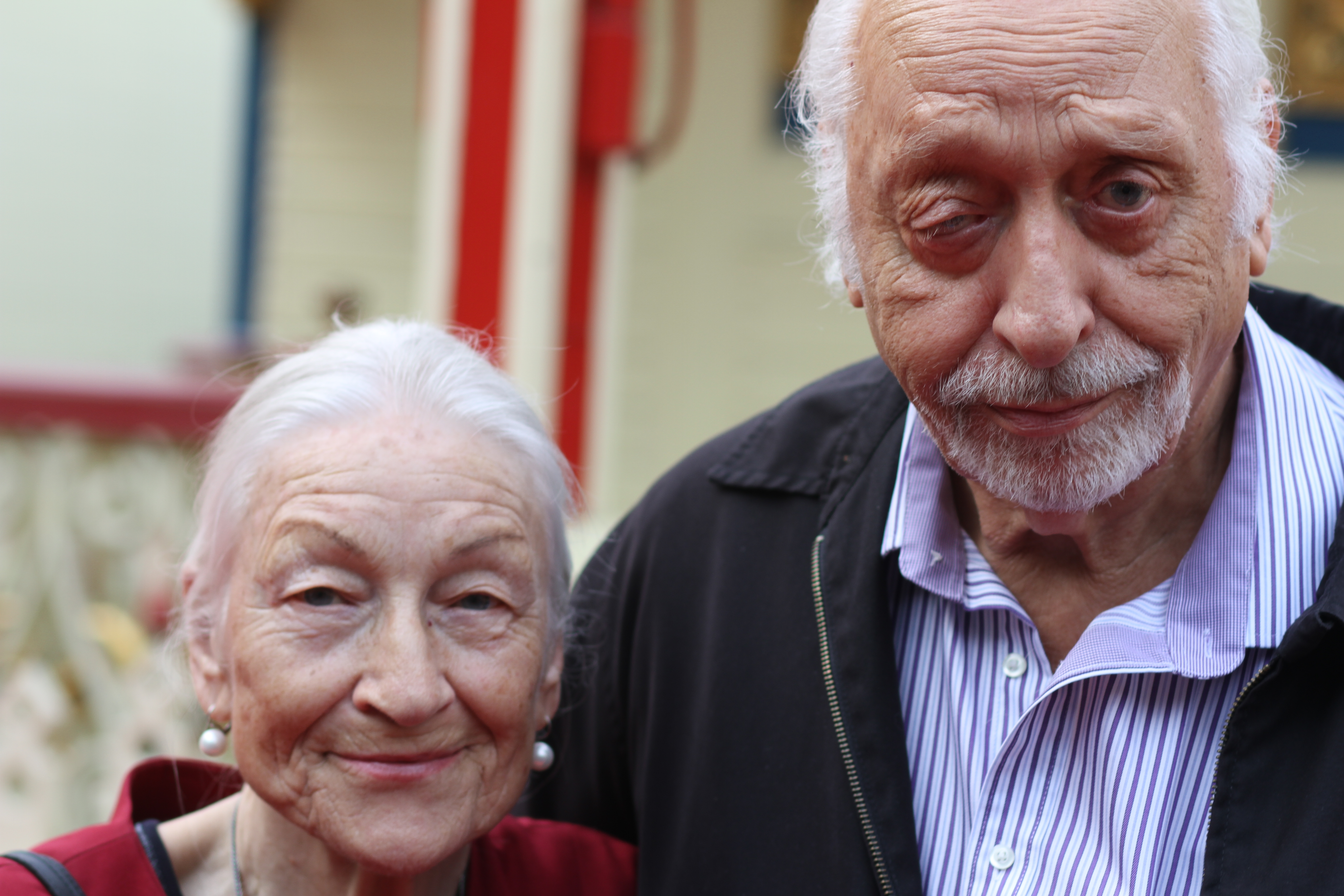
Dall mit seiner älteren Schwester (2017)

Karl Dall kam 1941 im ostfriesischen Emden als Sohn eines Schulrektors und einer Lehrerin zur Welt. Er hatte zwei Schwestern und einen Bruder namens Otto Dall (* 1938), der von 1988 bis 2003 Inhaber des Lehrstuhls für Technik und ihre Didaktik II an der Technischen Universität Dortmund war. Die Familie wurde drei Monate nach seiner Geburt wegen Bombenangriffen nach Hessen verbracht. Nach Kriegsende wuchs er zunächst in Gehlbergen auf und besuchte ab 1948 die Grundschule in Wöpse. 1950 zog seine Familie mit ihm nach Leer um. In der zehnten Klasse verließ Karl Dall die Mittelschule in Brinkum, die er ab 1957 besucht hatte, und machte ab 1959 eine Ausbildung zum Schriftsetzer in der Druckerei Rautenberg in Leer.
Sein markantes Aussehen mit dem „hängenden“ rechten Augenlid war die Folge einer angeborenen Lidmuskelschwäche (Ptosis). Er ging nach Berlin, wo er als Schriftsetzer und Kulissenschieber arbeitete. In Kreuzberger Lokalen hatte er seine ersten Auftritte. Für eine Tagesgage von 40 Mark spielte er als Kleinstdarsteller einen Saloon-Besucher im Karl-May-Film Winnetou 1. Teil.

### Karriere
1967 gründete er mit Ingo Insterburg, Jürgen Barz und Peter Ehlebracht die Komödiantengruppe Insterburg & Co., der er bis Ende der 1970er Jahre angehörte. Durch die Radio-Bremen-Reihe Musikladen wurde das Quartett weithin populär. Nach der Auflösung von Insterburg & Co. begann Dall eine Solokarriere als Bühnenkünstler und arbeitete auch fürs Fernsehen. In der WDR-Produktion Plattenküche trat er 1979 in mehreren Folgen als Kantinenkoch „Karl Toffel“ in zahlreichen Sketchen auf. In der von Kurt und Paola Felix präsentierten Sendung Verstehen Sie Spaß?, die im Ersten ausgestrahlt wurde, war er von 1983 bis 1990 unter anderem als chaotischer Filmvorführer und Spaßtelefonierer vertreten.
Im deutschen Hörfunkprogramm von Radio Luxemburg moderierte Dall eine Blödelshow. Gleichzeitig entwickelte er beim „Brettl-Talk“ im regionalen Fernsehprogramm Südwest 3 seine Form des Nonsens-Gesprächs. Als RTLplus Ende 1984 einen Nachfolger für den zur ARD gewechselten Mike Krüger suchte, der im RTL-Vorabendprogramm ebenfalls eine Blödel-Talkshow präsentiert hatte, war Dall eine naheliegende Wahl. Am 19. Januar 1985 hatte seine Sendung Dall-As Premiere; ab dem 31. August 1985 wurde sie bis Ende 1991 alle 14 Tage im Spätprogramm des Senders ausgestrahlt. Das Format, dessen Konzept darin bestand, Gäste zu irritieren und zu provozieren, erreichte mediale Aufmerksamkeit, als Roland Kaiser 1986 eine Sendung verärgert vorzeitig verließ, nachdem es zu Unstimmigkeiten zwischen ihm und dem Moderator gekommen war. Allerdings besuchte Kaiser die Sendung später erneut. Dall provozierte seine Gäste durch freche Verballhornungen, so nannte er die Wildecker Herzbuben „Wildecker Speckbuben“. Einen anderen Gast fragte er: „Was macht Ihr Friseur im Hauptberuf?“ Nach seinem Wechsel zu Sat.1 setzte Dall die Sendung dort ab dem 4. Januar 1992 unter dem Titel Jux und Dallerei fort. Eine Klage des Fernsehsenders RTL gegen Sat.1 wegen inhaltlicher Überschneidungen wurde abgewiesen.
Ab 1991 moderierte Dall zwei Jahre lang die Sendung Koffer Hoffer bei Tele 5. 1996 war er Mitglied im Anfangsensemble der von Rudi Carrell produzierten Sendung 7 Tage, 7 Köpfe auf RTL. Differenzen zwischen Carrell, der seine Sendungen generell mit Akribie plante, und dem spontanen Dall führten dazu, dass dieser das Ensemble 1997 wieder verließ.
Des Weiteren moderierte er bei RTL die Sendungen Karls Kneipe (1997), Die Karl Dall-Show (1999–2000) sowie bei Kabel 1 Weißt Du noch? Das Retro-Quiz (2003–2004). 2005 machte er eine Tournee mit Ingo Insterburg. Mitte September 2006 erschien Dalls Autobiografie mit dem Titel Auge zu und durch. Im Oktober 2012 feierte Dall mit dem Ein-Mann-Theaterstück Der Opa des isländischen Autors Bjarni Haukur Þórsson Premiere. Dall stand damit zum ersten Mal für ein Theaterstück auf der Bühne. Von Mai 2015 bis Oktober 2016 war Dall mit seinem letzten Live-Programm Der alte Mann will noch mehr unterwegs, in dem er einen Querschnitt aus allen Jahrzehnten seines Schaffens zeigte.
2007 spielte er in der Serie Hausmeister Krause mit. In der Folge Der Untergang verkörperte er den herunter gekommenen Penner Willi.
Im September 2016 strahlte der Sender Tele 5 die zwölf Folgen umfassende Dokusoap Old Guys on Tour aus. Innerhalb von 21 Tagen wollten vier ehemalige Showmaster (Jörg Draeger, Frederic Meisner, Björn-Hergen Schimpf und Harry Wijnvoord) den Jakobsweg gehen. Dall war der Reiseführer, Moderator und Kommentator während der mehrwöchigen TV-Wanderung.

### Musik
Karl Dall nahm immer wieder Singles auf, von denen einige erfolgreich in die Hitparade einstiegen. Das Stück Diese Scheibe ist ein Hit kann als Parodie auf das schnelllebige Popmusikgeschäft verstanden werden („Diese Scheibe ist ein Hit – wann kriegt ihr das endlich mit? Diese Scheibe müsst ihr koofen, das ist ’ne Scheibe für die Doofen“). Das Stück wurde von Dall alleine eingesungen, aber unter Mitwirkung von Insterburg & Co. eingespielt.
Weitere Erfolgstitel waren Millionen Frauen lieben mich, Heute schütte ich mich zu und Der älteste Popper der Stadt. Dall sprach meist mehr als er sang und nahm sich und seine Umwelt ironisch „auf die Schippe“; oftmals kokettierte er mit Figuren, die sich selbst für attraktiv und erfolgreich halten, es aber in Wahrheit nicht sind. Stilistisch sind seine Plattenaufnahmen überwiegend dem Genre „Blödel-Schlager“ zuzuordnen. Eine Ausnahme war das Album Hoppla, jetzt komm ich, auf dem er alte Seemanns- und Heimatlieder aus Hamburg, darunter Stücke von Hans Albers, interpretierte. Ab 2005 trat er auch wieder zusammen mit Ingo Insterburg auf.

### Privatleben
1972 hatte er die im selben Jahr stillgelegte Haseborgsche Windmühle in Möhlenwarf als Wohnsitz erworben, die er 2010 wieder verkaufte. Er lebte zuletzt im Hamburger Stadtteil Eppendorf.
Im September 2014 erhob die Staatsanwaltschaft Zürich Anklage gegen Dall wegen des Vorwurfs der Vergewaltigung und versuchten Nötigung einer Schweizer Journalistin. Dall bestritt die Anschuldigungen der wegen Stalking vorbestraften Frau. Der Prozess endete mit einem Freispruch für Dall, der Ende Juli 2015 rechtskräftig wurde, nachdem die als Nebenklägerin auftretende Journalistin ihre Berufung zurückgezogen hatte.

### Familie und Tod
Ab November 2020 stand Dall für eine Gastrolle in der ARD-Serie Rote Rosen vor der Kamera. Während der Dreharbeiten erlitt er einen Schlaganfall, an dessen Folgen er zwölf Tage später starb. Er hinterließ seine Frau Barbara, mit der er seit 1971 verheiratet war, und eine Tochter, die als Stuntfrau in Kanada arbeitet.
Karl Dall wurde wegen der Covid-19-Pandemie erst im Juni 2021 in der Nordsee vor Sylt seebestattet.

## Filme
- 1963: Winnetou 1. Teil
- 1964: Freddy und das Lied der Prärie
- 1967: Pension Clausewitz
- 1968: Quartett im Bett
- 1969: Charley’s Onkel
- 1969: Königin einer Nacht
- 1969: Der Bettenstudent oder: Was mach’ ich mit den Mädchen?
- 1970: Hänsel und Gretel verliefen sich im Wald
- 1971: Die Computer-Show
- 1972: Die Autozentauren
- 1974: Chapeau claque
- 1979: Noch ’ne Oper (Fernsehrevue)
- 1980: Erben will gelernt sein!
- 1980: Panische Zeiten
- 1983: Gib Gas – Ich will Spaß
- 1983: Das verrückte Strandhotel
- 1983: Sunshine Reggae auf Ibiza
- 1984: Ein irres Feeling
- 1985: Drei und eine halbe Portion
- 1988: Starke Zeiten
- 1988: Die Senkrechtstarter
- 1999: Hans im Glück
- 2001: König der Winde
- 2003: Suche impotenten Mann fürs Leben
- 2008: African Race – Die verrückte Jagd nach dem Marakunda (Fernsehfilm)
- 2011: Gegengerade
- 2015: Der Liebling des Himmels

## Shows und Serien
- 1970: Humor ist, wenn man trotzdem singt (TV)
- 1970: Berlin-Geflüster (TV)
- 1971: Wir sind verlauste Affen – Ein Stück deutscher Geschichte (TV)
- 1972: Insterburg & Co. (TV)
- 1976–1979: Am laufenden Band, 3 Folgen, WDR / Radio Bremen
- 1977: Nur Engel singen schöner ... als Insterburg & Co. (TV)
- 1977: Morgen ist heute schon gestern (Silvestershow 1977/1978) (TV)[25]
- 1983–2004: Verstehen Sie Spaß?, 30 Folgen, Das Erste
- 1984: Helga und die Nordlichter, ZDF (Gastrolle)
- 1985–1991: Dall-As, RTL
- 1987: Hals über Kopf (Gastauftritt als Chirurg)
- 1987–2006: Wetten, dass..?, ZDF, 5 Folgen
- 1989: Meister Eder und sein Pumuckl (Staffel 2 Folge 23), Das Erste / Bayerischer Rundfunk
- 1991 Koffer Hoffer (Spielshow), Tele 5
- 1992–1994: Jux & Dallerei, Sat.1
- 1994: RTL Samstag Nacht (1. Staffel Folge 15)
- 1994: Heinz Erhardt Gala (TV)
- 1994–1995: Clever & Smart (Synchronstimme)
- 1995: RTL Samstag Nacht (3. Staffel Folge 5)
- 1995: Alfredissimo! – Kochen mit Bio
- 1996: Sylter Geschichten (Staffel 2 Folge 7)
- 1996–1999: Die Harald Schmidt Show, 5 Folgen, Sat.1
- 1996–1997: 7 Tage, 7 Köpfe, RTL
- 1997: Karls Kneipe, RTL
- 1997: RTL Samstag Nacht (4. Staffel Folge 30), RTL
- 1999: Die Karl-Dall-Show, RTL
- 2001: 60 Jahre Karl Dall (TV), Das Erste
- 2003–2004: Genial daneben, 5 Folgen (TV), Sat 1
- 2004: Charlotte Roche trifft, 1 Folge (TV), Pro 7
- 2005: Teufels Küche (TV), 1. Staffel, RTL (mit Christian Rach)
- 2006: Die ProSieben Märchenstunde: Rotkäppchen – Wege zum Glück, Pro 7
- 2007: Hausmeister Krause (Staffel 7 Folge 4), Sat.1
- 2007: Lafer! Lichter! Lecker! (TV), ZDF
- 2007: Das perfekte Promi-Dinner (TV), Vox
- 2008: Pension Schmidt
- 2008: Krömer – Die Internationale Show (Staffel 2 Folge 7) (TV), rbb
- 2010: Nena! Die große Geburtstagsshow (TV)
- 2010: Die große Geburtstagsshow – 60 Jahre ARD, Das Erste
- 2011: Großstadtrevier (Staffel 24 Folge 6), Das Erste
- 2012: neoParadise (Staffel 2 Folge 7) (TV), ZDFneo
- 2012–2014: Notruf Hafenkante, 7 Folgen, ZDF
- 2013: TV total (Staffel 15 Folge 1841) (TV), ProSieben
- 2013: Großstadtrevier, (Staffel 27 Folge 3), Das Erste
- 2016: Old Guys on Tour, Tele 5 (Moderator), 12 Folgen
- 2018: Neo Magazin Royale, Folge 134, ZDFneo (Cameo)
- 2018–2019: Mord mit Ansage, 2 Folgen Sat.1
- 2019: Käpt’ns Dinner, 1 Folge, NDR
- 2019: Sketch History 1 Folge, ZDF (Cameo)

## Diskografie
- 1968: Insterburg & Co.: Eins – zwei – drei und Zwischenspiel..., Label: Philips
- 1968: Geschwister Jacob & Insterburg & Co – Quartett im Bett – Original Filmmusik, Label: CBS
- 1969: Geschwister Jacob & Insterburg & Co – Klatsch, klatsch Schenkelchen, Opa wünscht sich Enkelchen! / Gilbert (7", Single), Label: CBS Records
- 1969: Insterburg & Co.: Popklamotten, Label: Philips
- 1969: Insterburg & Co – Liebe Oma / Es gibt keine Treue, Label: Philips
- 1970: Insterburg & Co.: Laßt uns unsern Apfelbaum, Label: Philips
- 1971: Insterburg & Co.: Musikalisches Gerümpel, Label: Philips
- 1972: Insterburg & Co.: Lieder aus Kunst und Honig, Label: Philips
- 1972: Insterburg & Co.: Sketsch Up, Label: Philips
- 1973: Insterburg & Co.: Hohe Schule der Musik, Label: Philips
- 1973: Insterburg & Co.: Sketsch-Up Nr. 2 Fritz hat ’ne Meise, Label: Philips
- 1974: Insterburg & Co.: Herzlichen Glückwunsch zur Eintrittskarte, Label: Philips
- 1974: Insterburg & Co.: Käse, Kunst und Pop-Gerümpel, Label: Philips
- 1975: Insterburg & Co.: Motive, Label: Philips
- 1975: Insterburg & Co.: Diese Scheibe ist ein Hit (7", Single), Label: Philips
- 1976: Insterburg & Co.: Nur Engel singen schöner, Label: Philips
- 1976: Insterburg & Co.: Instrumentenschlacht, Label: Phonogram GmbH
- 1976: Insterburg & Co.: Die Königsblödler – Die Besten live Record-Dings, Label: Philips
- 1977: Die wilden Jahre sind vorbei / Midlife-Crisis (7", Single), Label: RCA
- 1977: Insterburg & Co.: Musik im Eimer, Label: Philips
- 1977: Insterburg & Co.: Insterburger Pop-Spektakel, Label: Phonogram / Philips
- 1978: Insterburg & Co.: Insterburg Live ’78, Label: RCA Schallplatten GmbH
- 1978: Insterburg & Co.: Sketch as Sketch Can – Nonsens am laufenden Band, Label: RCA Schallplatten GmbH
- 1979: Hey Hallo, ich bin die größte Nummer (You’re the Greatest Lover) (7", Single), Label: RCA
- 1979: Schlag op Schlag (7", Promo), Label: Philips
- 1980: Jux & Dallerei – Karl Dall Live (LP), Label: Philips
- 1981: Der älteste Popper der Stadt (7", Single), Label: Polydor, deutsche Coverversion des Liedes The Oldest Swinger in Town von Fred Wedlock
- 1982: Pappkarton (7", Single), Label: Polydor
- 1982: Da Da Da (Die Neue Deutsche Welle macht mir Spaß) (7", Single), Label: Polydor
- 1983: Karl Dall singt Hans Albers. Label: Imtrat GmbH
- 1983: Liebling der Nation (7", Single), Label: Master Records
- 1985: Keine Angst vorm Fliegen (7", Single), zusammen mit Jürgen Hingsen, Rolf Milser & Patrick Bach, Label: Jupiter Records
- 1985: Euch mach’ ich fertig (LP), Label: ZYX-Kleinkunstbühne
- 1987: Millionen Frauen lieben mich (7", Single), Label: Hansa
- 1988: Das Geld, das wird abgeschafft (Ich kenn’ schon einen, der hat nichts mehr), Label: Hansa
- 1989: Ja, wenn du reinkommst ins All / Heute schütte ich mich zu (7", Single), Label: Hansa
- 1990: Knall auf Dall (LP), Label: Hansa
- 1990: Ich bin der Mann, von dem man träumt (7", Single), Label: Hansa
- 1990: Herzilein – Wie kann man so herzlos sein (7", Single), Label: Hansa
- 1991: Hoppla! Jetzt komm’ ich! (CD), Label: LaserLight Digital
- 1991: Oh Watt’n Meer (7", Single), Label: Hansa
- 1991: Good Luck (Single), Label: Hansa
- 1992: Mir fällt immer was runter (Single), Label: Hansa
- 1996: Diese Scheibe ist ein Hit (Der Techno Remix), Label: IDS Records
- 1998: Hatten wir nicht schon mal das Vergnügen (mit Peter Ehlebracht), Label: Pingo Reco
- 2003: Wo kommt ihr denn her? (CD, Single, Promo), zusammen mit Schauorchester Ungelenk, Label: Koch Universal

## Auszeichnungen
- 1993: Preis der beleidigten Zuschauer (Negativpreis)
- 1999: Deutscher Comedypreis Ehrenpreis für sein Lebenswerk

## Werke
- Schau mir in das Auge, Kleines: der verrückte Ratgeber für alle Lebenslagen, Verlag Tomus, München 1991, ISBN 3-8231-0813-1.
- Auge zu und durch, Verlag Hoffmann und Campe, Hamburg 2006, ISBN 3-455-50000-5.